# بنك آزاد جامو وكشمير
بنك آزاد جامو وكشمير هو بنك مملوك للدولة لحكومة آزاد كشمير ومقره في مظفر آباد، آزاد كشمير، باكستان. تأسست عام 2005.
بنك آزاد جامو وكشمير هو بنك تجاري سريع النمو يعمل في جميع أنحاء ولاية أزاد جامو وكشمير مع شبكة مكونة من 84 فرعًا. البنك هو كيان اعتباري مملوك بالكامل للحكومة. ولاية آزاد جامو وكشمير مكلفة بتعبئة المدخرات الخاصة والأموال العامة لتحويلها إلى القنوات الإنتاجية؛ تعزيز التمويل الصغير الصناعي والزراعي والريفي والأنشطة الاجتماعية والاقتصادية الأخرى من خلال المشاركة النشطة للقطاعين الخاص والعام ومساعدة المناطق المتخلفة، وخلق فرص العمل، ومساعدة الكشميريين في الخارج على استثمار مدخراتهم بشكل فعال ومربح في الدولة. لدى البنك عدد من منتجات الالتزامات والأصول المخصصة لتلبية الاحتياجات المصرفية للأفراد. ويعتقد البنك أن المساواة في الوصول إلى الموارد في الاقتصاد هو اقتصاد ذكي ووسيلة قوية للحد من الفقر وطريق إلى تنمية اجتماعية واقتصادية أسرع. ولهذا السبب أطلق البنك خطة مبتكرة للتمويل الأصغر لأولئك الذين لديهم إمكانية وصول محدودة أو معدومة إلى الموارد المالية.

## سجل الأصول العالية
وصل إجمالي قيمة أصول البنك إلى أعلى مستوى . 28.4 مليار روبية باكستانية في الأشهر الستة الأولى من العام التقويمي 2022، ومن ثم تسجيل رقم قياسي في تاريخ المؤسسة على مدار 15 عامًا. 

## أنظر أيضاً
- اقتصاد آزاد كشمير